# Kosovaars handbalteam junioren (vrouwen)
Het Kosovaars handbalteam junioren is het nationale onder-19 en onder-20 handbalteam van Kosovo. Het team vertegenwoordigt het Federata E Hendbollit E Kosoves in internationale handbalwedstrijden voor vrouwen.

## Resultaten

### Wereldkampioenschap handbal onder 20
| Wereldkampioenschap handbal onder 20 | Wereldkampioenschap handbal onder 20 | Wereldkampioenschap handbal onder 20 | Wereldkampioenschap handbal onder 20 | Wereldkampioenschap handbal onder 20 | Wereldkampioenschap handbal onder 20 | Wereldkampioenschap handbal onder 20 | Wereldkampioenschap handbal onder 20 | Wereldkampioenschap handbal onder 20 |
| Jaar                                 | Resultaat                            | Wed                                  | W                                    | G                                    | V                                    | DV                                   | DT                                   | DS                                   |
| ------------------------------------ | ------------------------------------ | ------------------------------------ | ------------------------------------ | ------------------------------------ | ------------------------------------ | ------------------------------------ | ------------------------------------ | ------------------------------------ |
| 1977                                 | Deel van Joegoslavië                 | Deel van Joegoslavië                 | Deel van Joegoslavië                 | Deel van Joegoslavië                 | Deel van Joegoslavië                 | Deel van Joegoslavië                 | Deel van Joegoslavië                 | Deel van Joegoslavië                 |
| 1979                                 | Deel van Joegoslavië                 | Deel van Joegoslavië                 | Deel van Joegoslavië                 | Deel van Joegoslavië                 | Deel van Joegoslavië                 | Deel van Joegoslavië                 | Deel van Joegoslavië                 | Deel van Joegoslavië                 |
| 1981                                 | Deel van Joegoslavië                 | Deel van Joegoslavië                 | Deel van Joegoslavië                 | Deel van Joegoslavië                 | Deel van Joegoslavië                 | Deel van Joegoslavië                 | Deel van Joegoslavië                 | Deel van Joegoslavië                 |
| 1983                                 | Deel van Joegoslavië                 | Deel van Joegoslavië                 | Deel van Joegoslavië                 | Deel van Joegoslavië                 | Deel van Joegoslavië                 | Deel van Joegoslavië                 | Deel van Joegoslavië                 | Deel van Joegoslavië                 |
| 1985                                 | Deel van Joegoslavië                 | Deel van Joegoslavië                 | Deel van Joegoslavië                 | Deel van Joegoslavië                 | Deel van Joegoslavië                 | Deel van Joegoslavië                 | Deel van Joegoslavië                 | Deel van Joegoslavië                 |
| 1987                                 | Deel van Joegoslavië                 | Deel van Joegoslavië                 | Deel van Joegoslavië                 | Deel van Joegoslavië                 | Deel van Joegoslavië                 | Deel van Joegoslavië                 | Deel van Joegoslavië                 | Deel van Joegoslavië                 |
| 1989                                 | Deel van Joegoslavië                 | Deel van Joegoslavië                 | Deel van Joegoslavië                 | Deel van Joegoslavië                 | Deel van Joegoslavië                 | Deel van Joegoslavië                 | Deel van Joegoslavië                 | Deel van Joegoslavië                 |
| 1991                                 | Deel van Joegoslavië                 | Deel van Joegoslavië                 | Deel van Joegoslavië                 | Deel van Joegoslavië                 | Deel van Joegoslavië                 | Deel van Joegoslavië                 | Deel van Joegoslavië                 | Deel van Joegoslavië                 |
| 1993                                 | Deel van Joegoslavië                 | Deel van Joegoslavië                 | Deel van Joegoslavië                 | Deel van Joegoslavië                 | Deel van Joegoslavië                 | Deel van Joegoslavië                 | Deel van Joegoslavië                 | Deel van Joegoslavië                 |
| 1995                                 | Deel van Joegoslavië                 | Deel van Joegoslavië                 | Deel van Joegoslavië                 | Deel van Joegoslavië                 | Deel van Joegoslavië                 | Deel van Joegoslavië                 | Deel van Joegoslavië                 | Deel van Joegoslavië                 |
| 1997                                 | Deel van Joegoslavië                 | Deel van Joegoslavië                 | Deel van Joegoslavië                 | Deel van Joegoslavië                 | Deel van Joegoslavië                 | Deel van Joegoslavië                 | Deel van Joegoslavië                 | Deel van Joegoslavië                 |
| 1999                                 | Deel van Joegoslavië                 | Deel van Joegoslavië                 | Deel van Joegoslavië                 | Deel van Joegoslavië                 | Deel van Joegoslavië                 | Deel van Joegoslavië                 | Deel van Joegoslavië                 | Deel van Joegoslavië                 |
| 2001                                 | Deel van Joegoslavië                 | Deel van Joegoslavië                 | Deel van Joegoslavië                 | Deel van Joegoslavië                 | Deel van Joegoslavië                 | Deel van Joegoslavië                 | Deel van Joegoslavië                 | Deel van Joegoslavië                 |
| 2003                                 | Deel van Joegoslavië                 | Deel van Joegoslavië                 | Deel van Joegoslavië                 | Deel van Joegoslavië                 | Deel van Joegoslavië                 | Deel van Joegoslavië                 | Deel van Joegoslavië                 | Deel van Joegoslavië                 |
| 2005                                 | Deel van Servië en Montenegro        | Deel van Servië en Montenegro        | Deel van Servië en Montenegro        | Deel van Servië en Montenegro        | Deel van Servië en Montenegro        | Deel van Servië en Montenegro        | Deel van Servië en Montenegro        | Deel van Servië en Montenegro        |
| 2008                                 | Deel van Servië                      | Deel van Servië                      | Deel van Servië                      | Deel van Servië                      | Deel van Servië                      | Deel van Servië                      | Deel van Servië                      | Deel van Servië                      |
| 2010                                 | Niet deelgenomen aan kwalificatie    | Niet deelgenomen aan kwalificatie    | Niet deelgenomen aan kwalificatie    | Niet deelgenomen aan kwalificatie    | Niet deelgenomen aan kwalificatie    | Niet deelgenomen aan kwalificatie    | Niet deelgenomen aan kwalificatie    | Niet deelgenomen aan kwalificatie    |
| 2012                                 | Niet deelgenomen aan kwalificatie    | Niet deelgenomen aan kwalificatie    | Niet deelgenomen aan kwalificatie    | Niet deelgenomen aan kwalificatie    | Niet deelgenomen aan kwalificatie    | Niet deelgenomen aan kwalificatie    | Niet deelgenomen aan kwalificatie    | Niet deelgenomen aan kwalificatie    |
| 2014                                 | Niet deelgenomen aan kwalificatie    | Niet deelgenomen aan kwalificatie    | Niet deelgenomen aan kwalificatie    | Niet deelgenomen aan kwalificatie    | Niet deelgenomen aan kwalificatie    | Niet deelgenomen aan kwalificatie    | Niet deelgenomen aan kwalificatie    | Niet deelgenomen aan kwalificatie    |
| 2016                                 | Niet deelgenomen aan kwalificatie    | Niet deelgenomen aan kwalificatie    | Niet deelgenomen aan kwalificatie    | Niet deelgenomen aan kwalificatie    | Niet deelgenomen aan kwalificatie    | Niet deelgenomen aan kwalificatie    | Niet deelgenomen aan kwalificatie    | Niet deelgenomen aan kwalificatie    |
| Totaal                               | 0/20                                 | 0                                    | 0                                    | 0                                    | 0                                    | 0                                    | 0                                    | 0                                    |

 Kampioenen   Runners-up   Derde plaats   Vierde plaats

### Europese kampioenschappen onder 19
| Europees kampioenschap handbal onder 19 | Europees kampioenschap handbal onder 19 | Europees kampioenschap handbal onder 19 | Europees kampioenschap handbal onder 19 | Europees kampioenschap handbal onder 19 | Europees kampioenschap handbal onder 19 | Europees kampioenschap handbal onder 19 | Europees kampioenschap handbal onder 19 | Europees kampioenschap handbal onder 19 |
| Jaar                                    | Resultaat                               | Wed                                     | W                                       | G                                       | V                                       | DV                                      | DT                                      | DS                                      |
| --------------------------------------- | --------------------------------------- | --------------------------------------- | --------------------------------------- | --------------------------------------- | --------------------------------------- | --------------------------------------- | --------------------------------------- | --------------------------------------- |
| 1996                                    | Deel van Joegoslavië                    | Deel van Joegoslavië                    | Deel van Joegoslavië                    | Deel van Joegoslavië                    | Deel van Joegoslavië                    | Deel van Joegoslavië                    | Deel van Joegoslavië                    | Deel van Joegoslavië                    |
| 1998                                    | Deel van Joegoslavië                    | Deel van Joegoslavië                    | Deel van Joegoslavië                    | Deel van Joegoslavië                    | Deel van Joegoslavië                    | Deel van Joegoslavië                    | Deel van Joegoslavië                    | Deel van Joegoslavië                    |
| 2000                                    | Deel van Joegoslavië                    | Deel van Joegoslavië                    | Deel van Joegoslavië                    | Deel van Joegoslavië                    | Deel van Joegoslavië                    | Deel van Joegoslavië                    | Deel van Joegoslavië                    | Deel van Joegoslavië                    |
| 2002                                    | Deel van Joegoslavië                    | Deel van Joegoslavië                    | Deel van Joegoslavië                    | Deel van Joegoslavië                    | Deel van Joegoslavië                    | Deel van Joegoslavië                    | Deel van Joegoslavië                    | Deel van Joegoslavië                    |
| 2004                                    | Deel van Servië en Montenegro           | Deel van Servië en Montenegro           | Deel van Servië en Montenegro           | Deel van Servië en Montenegro           | Deel van Servië en Montenegro           | Deel van Servië en Montenegro           | Deel van Servië en Montenegro           | Deel van Servië en Montenegro           |
| 2007                                    | Deel van Servië                         | Deel van Servië                         | Deel van Servië                         | Deel van Servië                         | Deel van Servië                         | Deel van Servië                         | Deel van Servië                         | Deel van Servië                         |
| 2009                                    | Niet deelgenomen aan kwalificatie       | Niet deelgenomen aan kwalificatie       | Niet deelgenomen aan kwalificatie       | Niet deelgenomen aan kwalificatie       | Niet deelgenomen aan kwalificatie       | Niet deelgenomen aan kwalificatie       | Niet deelgenomen aan kwalificatie       | Niet deelgenomen aan kwalificatie       |
| 2011                                    | Niet deelgenomen aan kwalificatie       | Niet deelgenomen aan kwalificatie       | Niet deelgenomen aan kwalificatie       | Niet deelgenomen aan kwalificatie       | Niet deelgenomen aan kwalificatie       | Niet deelgenomen aan kwalificatie       | Niet deelgenomen aan kwalificatie       | Niet deelgenomen aan kwalificatie       |
| 2013                                    | Niet deelgenomen aan kwalificatie       | Niet deelgenomen aan kwalificatie       | Niet deelgenomen aan kwalificatie       | Niet deelgenomen aan kwalificatie       | Niet deelgenomen aan kwalificatie       | Niet deelgenomen aan kwalificatie       | Niet deelgenomen aan kwalificatie       | Niet deelgenomen aan kwalificatie       |
| 2015                                    | Niet gekwalificeerd                     | Niet gekwalificeerd                     | Niet gekwalificeerd                     | Niet gekwalificeerd                     | Niet gekwalificeerd                     | Niet gekwalificeerd                     | Niet gekwalificeerd                     | Niet gekwalificeerd                     |
| 2017                                    | Niet deelgenomen aan kwalificatie       | Niet deelgenomen aan kwalificatie       | Niet deelgenomen aan kwalificatie       | Niet deelgenomen aan kwalificatie       | Niet deelgenomen aan kwalificatie       | Niet deelgenomen aan kwalificatie       | Niet deelgenomen aan kwalificatie       | Niet deelgenomen aan kwalificatie       |
| 2019                                    | Niet gekwalificeerd                     | Niet gekwalificeerd                     | Niet gekwalificeerd                     | Niet gekwalificeerd                     | Niet gekwalificeerd                     | Niet gekwalificeerd                     | Niet gekwalificeerd                     | Niet gekwalificeerd                     |
| 2021                                    | Niet gekwalificeerd                     | Niet gekwalificeerd                     | Niet gekwalificeerd                     | Niet gekwalificeerd                     | Niet gekwalificeerd                     | Niet gekwalificeerd                     | Niet gekwalificeerd                     | Niet gekwalificeerd                     |
| Totaal                                  | 0/13                                    | 0                                       | 0                                       | 0                                       | 0                                       | 0                                       | 0                                       | 0                                       |

 Kampioenen   Runners-up   Derde plaats   Vierde plaats